# Christoph Wilhelm Harant von Polschitz

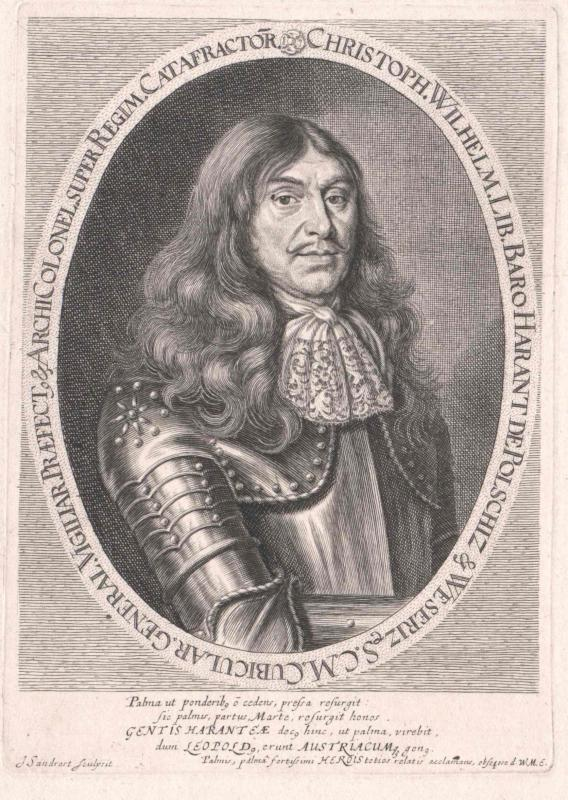
Christoph Wilhelm Harant von Polschitz

Christoph Wilhelm Freiherr Harant von Polschitz und Weseritz (tschechisch Kryštof Vilém Harant z Polžic a Bezdružic) (* 10. April 1617; † 25. Februar 1691 in Prag) war ein kaiserlicher General der Kavallerie, Kämmerer und Stadtkommandant von Prag. Auf Grund seiner häufigen Zweikämpfe wurde er auch Duellator genannt. Er ist zu unterscheiden von seinem Onkel Christoph Harant von Polschitz.

## Leben
Er war der älteste Sohn des kaiserlichen Kämmerers Johann Georg Harant von Polschitz (1580–1651) und dessen Ehefrau Ludmilla geb. Przichowitz (1579–1632). Sein Vater war nach der Niederlage der protestantischen böhmischen Stände in der Schlacht am Weißen Berg als Exulant nach Hof an der Saale ausgewandert, wo Christoph Wilhelm seine Kindheit verbrachte.
Seit 1634 diente er in der sächsischen und schwedischen Armee. 1642 trat er in kaiserliche Dienste über und wurde Obristleutnant des Regiments Colombo. Am 27. Mai 1643 überfiel er das schwedisch besetzte Hof, drängte dessen Verteidiger ins Schloss zurück und plünderte es für einen Tag aus. Um 1646 erhielt er mit dem bisherigen Kürassierregiment Salm sein eigenes verliehen und avancierte damit zum Oberst. Aufgrund eines Duells mit dem Obersten Someda wurde er 1647 aus dem Dienst entlassen und kurzzeitig verhaftet.
Im Jahr 1659 erhielt Harant erneut das Kommando über ein kaiserliches Regiment, das aber schon im nächsten Jahr wegen des Friedens von Oliva aufgelöst wurde. Von 1672 bis 1682 war er Inhaber eines Kürassier-Regiments, mit dem er unter Raimondo Montecuccoli und Karl von Lothringen am Holländischen Krieg teilnahm. Er zeichnete sich 1673 bei Würzburg und bei der Eroberung von Bonn aus. Im August 1674 wurde er zum Generalfeldwachtmeister befördert. Im Jahr darauf kommandierte er die Besatzung von Bonn. 1676 nahm er an der erfolgreichen Belagerung von Philippsburg teil und bemühte sich danach vergeblich um eine weitere Beförderung. Während des Aufstands böhmischer Bauern im Jahr 1680 kommandierte er kaiserliche Verbände in Böhmen, die schließlich den Aufstand militärisch niederschlugen.
1660 wurde er in den Freiherrenstand erhoben. Am 15. November 1675 ernannte ihn Kaiser Leopold I. zum Kämmerer. Bis zu seinem Tode bekleidete er die Ämter eines Generals der Kavallerie, Oberst eines Regimentes zu Fuß, Kommandant von Prag und Generalkriegskommandant der inneren und äußeren Posten. Sein Leichnam wurde im St. Veitsdom am Eingang in der kaiserlichen Gruft beigesetzt, wo sich auch sein Grabstein befindet. Die Inschrift lautet:

„Monumentum Excell. et Illmmi. D. Christophori Guilielmi Harant Lib. Baron. a Polschitz et Wezeritz S. C. R. M. Camerarii, Equitum generalis, Regiminis peditum Colonelli, regiae Civitatis Pragensis Commendantis, nec non incliti regni Bohemiae Commendantis Generalis, qui die 10. Aprilis 1617 natus, saepis hostes infensissimos morti devovit et 25. Febr. 1691 mortis praeda factus est. Deo aeternum vivat.“

## Familie
Christoph Wilhelm Harant von Polschitz heiratete in erster Ehe Sabina Maria von Hardenberg (* Braunschweig) und in zweiter Ehe Dorothea Augusta von Schack (* Holstein). Aus der zweiten Ehe gingen zwei Töchter hervor:
1. Cornelia Eleonora (* 1650; † 14. März 1728), ⚭ Sigmund Graf von Trautmannsdorf
2. Augusta (* 1652; † 28. November 1681), ⚭ Lorenz von Venningen, kaiserlicher Hauptmann